# 清水敏孝
清水 敏孝（しみず としたか、1968年12月15日 - 2003年11月1日）は、日本の男性俳優、声優。埼玉県出身。

## 人物
マウスプロモーションに所属していた。
2003年（平成15年）11月1日に死去。34歳没。

## 後任
清水の死後、持ち役を引き継いだ人物は以下の通り。
| 後任     | 役名               | 概要作品                   | 後任の初担当作品                                |
| -------- | ------------------ | -------------------------- | ----------------------------------------------- |
| 樫井笙人 | 冴木四段           | 『ヒカルの碁』             | 『ヒカルの碁 北斗杯への道』                     |
| 加瀬康之 | ミゲル・アルバレス | 『OZ/オズ』                | シーズン5                                       |
| 吉野貴宏 | セイバートゥース   | 『X-MEN エボリューション』 | 第39話                                          |
| 高木渉   | エディ             | 『エド エッド エディ』     | カートゥーンネットワーク内CM                    |
| 藤原啓治 | パパB              | 『りぜるまいん』           | 『decade 〜Yukiru Sugisaki 10th Anniversary〜』 |
| 宮園拓夢 | シルバーテイル     | 『シャーマンキング』       | 『SHAMAN KING』（テレビアニメ第2作）            |
| 最上嗣生 | 体罰上等           | 『シャーマンキング』       | 『SHAMAN KING』（テレビアニメ第2作）            |
| 間宮康弘 | ラジム             | 『シャーマンキング』       | 『SHAMAN KING』（テレビアニメ第2作）            |

## 出演
太字はメインキャラクター。

### テレビドラマ
- もうひとつのJリーグ（1993年、日本テレビ）
- 火曜サスペンス劇場（日本テレビ）
  - 身辺警護
    - 身辺警護1（1998年4月14日） - 前川 役
    - 身辺警護2（1998年10月20日） - 刑事 役
    - 身辺警護3（1999年5月18日） - 杉並西警察署 刑事課員 役
    - 身辺警護4（1999年11月2日） - 駅員 役

  - 淫らなやつら（1999年4月20日）
  - ひとことの罪（1999年9月14日）

### テレビ番組
- いつみても波瀾万丈

### 映画
- 湘南純愛組!
- 闘龍伝2
- 本気!

### テレビアニメ
1998年
- デビルマンレディー（フロアーディレクター、H・A隊員）
- バブルガムクライシス TOKYO 2040（1998年 - 1999年）
- MASTERキートン（ダンサー、運転手、自転車の学生、ケンドルの手下）

1999年
- 人形草紙あやつり左近（保存会の男A、弟子、受付け）
- 週刊ストーリーランド（警官）
- どっきりドクター（高校生）
- 南海奇皇（パイロット）
- 名探偵コナン（1999年 - 2000年、係員B、鑑識D）

2000年
- ルパン三世 1$マネーウォーズ
- 六門天外モンコレナイト（村人）

2001年
- グラップラー刃牙（花田、ロリオン・トレーシー 他）
- Cosmic Baton Girl コメットさん☆（青木）
- シャーマンキング（シルバーテイル、ラジム、体罰上等、ブラムロ、グリーン・ガラム 他）
- 真・女神転生デビチル（象デビルB、クロークルワッハ、ヤタガラス侍従長）
- 星界の戦旗II（乗員B、団員B）
- 超GALS!寿蘭（男性、チーマー）
- 爆転シュート ベイブレード（黒ずくめの男）
- はじめの一歩（釣り客）
- ヒカルの碁（2001年 - 2003年、冴木四段〈初代〉、客、男、バスケ部員、美和、海王中生徒、受験生、島野、店員、カメラマン、プロ）
- 魔法少女猫たると（ルテーム / 仮面の男C / 三銃士C、ジェリービーンズ）

2002年
- ゴールドマッスル（ハンマー・ムロウ）
- サイボーグ009 THE CYBORG SOLDIER（戦士1、男2、プワ＝ワーク人・E）
- 十二国記（驃騎、県令）
- 天地無用! GXP（リョーコ艦副官、教官、海賊の頭、ダ・ルマー副官）
- 東京アンダーグラウンド（衛兵）
- NARUTO -ナルト-（ガトーの手下）
- バロムワン（ユキヒロ）
- 魔王ダンテ（クニンバ）
- りぜるまいん（パパB、各国のパパB）

2003年
- 最遊記RELOAD（妖怪）
- 超ロボット生命体トランスフォーマー マイクロン伝説（サイバトロン兵）
- DEAR BOYS（宮原、教師）
- 人間交差点（生徒B）

2004年
- 鉄人28号（第4作）（十字結社B）

### 劇場アニメ
- WXIII 機動警察パトレイバー[8]（2000年）
- エクスドライバー the Movie（2000年）
- 人狼 JIN-ROH（2000年）
- 猫の恩返し（2000年）
- パルムの樹（2000年、ソル族）
- 東京ゴッドファーザーズ（2003年）
- NITABOH 仁太坊-津軽三味線始祖外聞（2004年）

### OVA
- 快刀乱麻 THE ANIMATION（1999年、門弟2）
- 銀河英雄伝説外伝 叛乱者（2000年）

### ゲーム
1999年
- 東京バス案内

2000年
- 立体忍者活劇 天誅 弐

2001年
- クラッシュ・バンディクー4 さくれつ!魔神パワー（炎の魔神）
- 玉繭物語2 〜滅びの蟲〜（魔攻衆）

2002年
- シャーマンキング スピリット オブ シャーマンズ（シルバーテイル、ラジム）
- 東京魔人學園外法帖（們天丸、柳生十兵衛、松平容保）

2003年
- サクラ大戦 〜熱き血潮に〜（群集）
- 侍道2（高沼の半左衛門）
- シャーマンキング ソウルファイト（ラジム）

2004年
- 3年B組金八先生 伝説の教壇に立て!（岩木竜二）
- シャーマンキング ふんばりスピリッツ（ラジム）
- 風雲 新撰組（斎藤一）

2005年
- 3年B組金八先生 伝説の教壇に立て! 完全版（岩木竜二）

### ドラマCD
- アークザラッドII 炎のエルク（警官B）
- アルスラーン戦記 妖雲群行（鳥面人妖B）
- 最遊記（僧侶）
- サクラ大戦
- ストリートファイターZERO3 ドラマアルバム（パイロット）
- 超神姫ダンガイザー3
- 月陽炎（農家の主人）

### BLCD
- WEST END（城の人間B）

### 吹き替え

#### 映画
- アイドル・ハンズ
- 愛は波の彼方に（ティモシー・ワン〈ホアン・レイ〉）
- アート・オブ・ウォー ※テレビ朝日版
- アトミック・トレイン ※テレビ朝日版
- アナライズ・ミー（カール〈ニール・ペペ〉）※ソフト版
- ALI アリ
- 暗殺の瞬間
- アンタッチャブル（エディ）※ソフト版
- アンナと王様（ピタック〈ユソフ・B・モード・カッシム〉）※ソフト版
- イレイザー ※テレビ朝日版
- インサイダー ※ソフト版
- ヴァン・ダム IN コヨーテ ※テレビ東京版
- ヴァンパイア・ハンター
- ウィットネス・プロテクション 証人保護
- ウインドトーカーズ（ナバホの教官〈ヴィンセント・ホイップル〉）※ソフト版
- ウォーターボーイ
- ウエスタン（ポーター(1)）※ソフト版
- ウーマン・オブ・ザ・ナイト
- エア・リベンジャー/撃墜
- 永遠のアフリカ
- エイミー
- エグゼクティブ・デシジョン ※テレビ朝日版
- エントラップメント ※ソフト版、機内上映版
- オースティン・パワーズ
- 鬼教師ミセス・ティングル
- 噛む女
- 華麗なるギャツビー
- ガンシャイ（エストゥヴィオ〈マイケル・デロレンツォ〉）
- キス・オブ・ザ・ドラゴン ※ソフト版
- 宮廷料理人ヴァテール
- 恐怖の報酬 ※テレビ東京版
- 疑惑の幻影
- 禁猟区（ナニセリ〈モーセ・カンジョーゼ〉）
- クレイジー/ビューティフル
- クロウ/飛翔伝説
- ゴージャス
- コヨーテ・アグリー
- サイダーハウス・ルール
- ザ・ウォッチャー ※ソフト版
- ザ・エージェント ※日本テレビ版
- ザ・ロック ※日本テレビ版
- ザ・ワイルド ※テレビ朝日版
- サドン・デス ※テレビ朝日版
- ザ・リベンジ/地獄の処刑プリズン
- サン・ピエールの未亡人
- シー・オブ・ラブ ※テレビ東京版
- シックス・デイ（警官）※ビデオ版
- 60セカンズ ※ソフト版
- ジャック・ブル
- シャドー・ウォリアーズ/地獄の要塞
- シャンハイ・ナイト
- シュリ ※テレビ朝日版
- 娼婦ベロニカ
- 少林寺木人拳 ※ブロードウェイ版
- スターシップ・トゥルーパーズ ※ソフト版
- スタートレックII カーンの逆襲 ※ソフト版
- スモール・ソルジャーズ ※ビデオ版、日本テレビ版
- スリープウォーカー
- SEX アナベル・チョンのこと（ファンクラブ会長〈ディック・ジェイムス〉） ※ソフト版
- 絶体×絶命 ※テレビ朝日版
- ダークシティ
- 奪還 DAKKAN -アルカトラズ-
- 007 トゥモロー・ネバー・ダイ ※テレビ朝日版
- チアーズ!（タイトエンド〈デビッド・エドワーズ〉）
- チェーン・リアクション ※テレビ朝日版
- D.N.A./ドクター・モローの島
- デビルズ・アイランド
- デモリション・デイ
- トータル・リコール ※機内上映版
- トーマス・クラウン・アフェアー（役員〈ダニエル・ザザーン〉）※ソフト版
- トゥルー・クライム（プッシー・マン〈エリック・キング〉）※ソフト版
- トム・ジョーンズの華麗な冒険
- 9デイズ（ジーモ）※ソフト版
- 200本のたばこ（レストランオーナー〈キラン・マーチャント〉）
- ハートブレイカー
- ビッグムービー（ナイトクラブの清掃員〈ジョン・チョー〉）
- フィオナが恋していた頃
- 普通じゃない（ウォルト〈クリストファー・ゴーラム〉）※テレビ朝日版
- ブラック・キャデラック（J・C・ロングハンマー〈ジョシュ・ハモンド〉）
- ブラック・ソルジャー
- ブラックファイア
- ブラックホーク・ダウン（ゲイリー・ゴードン〈ニコライ・コスター＝ワルドー〉）
- ブレイド ※ソフト版
- ブレイン・スナッチャー/恐怖の洗脳生物
- ペイバック ※ソフト版
- ベイブ
- ベスト・キッド3/最後の挑戦（マイク・バーンズ〈ショーン・キャナン〉）※DVD・BD版
- ぼくのバラ色の人生（ベン）
- ほんとうのジャクリーヌ・デュ・プレ
- ベン・ハー ※テレビ東京版
- マイ・フレンド・メモリー
- マディソン郡の橋 ※日本テレビ版
- マルコヴィッチの穴
- マン・オン・ザ・ムーン
- ミステリー・メン
- メン・イン・ブラック2（機械の声）※劇場公開版
- モンテ・クリスト伯
- ユリョン
- ラスト・アクション・ヒーロー ※テレビ朝日版
- ラスト・キャッスル
- ラストゲーム（ディアンドレ・マッケイ〈レナード・ロバーツ〉）
- ラッキー・ナンバー（チェンバース〈ダリル・ミッチェル〉）
- レジョネア 戦場の狼たち ※ソフト版
- レッド・オクトーバーを追え! ※テレビ朝日版
- ロッキー3 ※日本テレビ版
- ワイルド・スピード（ランス・グエン〈レジー・リー〉） ※DVD版
- ワイルド・ホーク
- 罠の女/殺意のプライベート・レッスン

#### ドラマ
- アヴァロンの霧
- ER緊急救命室
  - シーズン4 #11（スタンレー〈アンソニー・デサンティス〉）
  - シーズン4・5（トーマス・ガブリエル〈ケネス・アラン・ウィリアムズ〉）
  - シーズン6 #9（ホアン〈ジョーイ・ネイバー〉）
  - シーズン8 #15（トビアス〈ジョン・シシリアーノ〉）、#20（トビー〈ジョン・シシリアーノ〉）
- イリュージョン/愛の掟
- L.A. Heat
- OZ/オズ（ミゲル・アルバレス〈カーク・アセヴェド〉）※シーズン4まで
- 絹の疑惑 シルク・ストーキング
- サード・ウォッチ
- 三国志演義（夏侯惇）※NHK-BS2版
- 3-2-1 コンタクト
- シェルビーの事件ファイル
- スタートレック:ヴォイジャー
- デューン/砂の惑星（フェイド・ラウサ〈マット・キースラー〉）
- ハイテク武装車バイパー
- フェームL.A.（T・J・バロン〈T・E・ラッセル〉）
- 不思議なオパール
- ミステリー・グースバンプス シーズン1 #12（デニスの声）※NHK版
- ミレニアム
- 名探偵ポワロ ※NHK版
  - アクロイド殺人事件
  - エッジウェア卿の死
- 夢見る子犬・ウィッシュボーン

#### アニメ
- アメリカ物語
- アンダードッグ・ショー
- X-MEN エボリューション（セイバートゥース〈初代〉）
- エド エッド エディ（エディ〈初代〉[9]）
- サウスパーク 第3期（マンキー）
- シンドバッド 7つの海の伝説
- フィリックス・ザ・キャット（クラング将軍）
- ポカホンタスII/イングランドへの旅立ち
- モーレツ探偵（バクテリア博士）
- リブート（フォン）※カートゥーン ネットワーク版

### ナレーション
- RCカーグランプリ
- じゃんぷ4月号

### 舞台
- 北越雪譜
- マウスプロモーション公演『誘拐-誠実にうそをつけ-』（2003年） - 男 役